# Megalocolus hasegawai
Megalocolus hasegawai är en stekelart som först beskrevs av Akinobu Habu 1960.  Megalocolus hasegawai ingår i släktet Megalocolus och familjen bredlårsteklar. Inga underarter finns listade i Catalogue of Life.